# Die spanische Tänzerin
Die spanische Tänzerin ist ein US-amerikanisches Stummfilmmelodram mit Pola Negri in der Hauptrolle.

## Handlung
Die spanische Tänzerin und Zigeunerin Maritana verliebt sich in den Edelmann Cesare de Bazan, der allerdings völlig mittellos, um nicht zu sagen hoch verschuldet ist. Da er diese Spielschulden nicht zurückzahlen kann, soll er in den Kerker geworfen werden. Maritana hilft ihm jedoch, den Häschern des Königs zu entkommen. Als König Philipp erstmals der spanischen Tänzerin gewahr wird, ist er sehr angetan von ihrer Schönheit und entsendet einige seiner Soldaten, um Maritana zu sich bringen zu lassen. Derweil hat sich Cesare auf ein Degenhändel mit dem Hauptmann einer königlichen Garde eingelassen, da dieser zuvor wüst auf den Jungen Lazarillo eingeschlagen hatte. Dass jemand seinen Degen gegen einen Soldaten des Königs erhebt gilt als revolutionärer Affront und führt zur augenblicklichen Verhaftung des „Delinquenten“. Wie in einem solchen Falle durchaus üblich, wird auch Don Cesare zum Tode verurteilt. Die verzweifelte Maritana stößt zu Königin Isabella vor, um für ihren Herzbuben Gnade zu erbitten. Isabella, gerührt von Maritanas Hingabe, bittet den König darum, diese Gnade zu gewähren. König Philipp stimmt zu, doch aus anderen Gründen: er ist total verzaubert von der Schönheit der tanzenden Zigeunerin und will sie unbedingt haben.
Dazu muss sie aber eine Frau vom Stande sein, und so kommt Don Salluste ins Spiel, des Königs treuer Helfer. Er lässt kurzerhand die Unstandesgemäße mit dem zum Tode verurteilten Don Cesare im Rahmen einer absurden Hochzeitsfeier verehelichen, im Glauben, dass dieser Todeskandidat demnächst hingerichtet werde und dadurch die nunmehr standesgemäße Maritana für den König frei sei. Dann führt der wenig skrupelbehaftete Salluste Maritana dem König in seinem Jagdchalais zu, damit dieser sie dort verführen könne. Mit Hilfe der Königin und vor allem Lazarillos, dem geretteten Jungen zu Beginn der Geschichte, kommt Don Cesare frei. Nun eilt der soeben aus dem Gefängnis entlassene Edelmann zu seiner heimlichen Braut, um zu verhindern, dass sie zugleich die Geliebte des Königs wird. Dies liegt ganz im Sinne der eifersüchtigen Königin, der Maritana als Geliebte ihres Gatten ein Dorn im Auge ist. Don Cesar will sich mit dem König duellieren. Da erscheint die Königin und bringt alle zur Vernunft. Alle? Nicht ganz, denn nun ist Maritana auf einmal rasend eifersüchtig. Dies rührt König Philipp derart, dass er dem vermählten Liebespaar seinen royalen Segen gibt.

## Produktionsnotizen
Die spanische Tänzerin kam am 7. Oktober 1923 in die amerikanischen Kinos. In Deutschland und Österreich lief der Film im November des darauf folgenden Jahres an.
Pola Negris Rolle wurde ursprünglich für Rudolph Valentino konzipiert. Dieser Film und Ernst Lubitschs US-Debüt „Rosita“ hatten dieselbe Geschichte zur Grundlage und entstanden auch noch nahezu zeitgleich.

## Kritik
„Dies war Negris dritter Film für Paramount, und er kam in etwa zur selben Zeit heraus wie „Rosita“, wo Mary Pickford die Hauptrolle verkörperte und der eine ziemlich ähnliche Geschichte nacherzählte (Im Übrigen wurde „Rosita“ von Ernst Lubitsch gedreht, der Negri für seinen eigenen Film haben wollte). Während Rosita es geschafft hat, die Zeiten zu überstehen, wurde „Die spanische Tänzerin“ als der bessere Film angesehen, als er herauskam, und kein Wunder – Negri war total glaubwürdig als die exotische, temperamentvolle Tänzerin, wohingegen eine solche Rolle eine ganz schöne Anstrengung für das 30jährige Girlie-Girl Pickford bedeutete.“

In Paimann’s Filmlisten ist zu lesen: „Das Sujet ist durchgehends spannend gearbeitet, wenn auch stellenweise etwas schwer zu übersehen, die Darstellung in jeder Hinsicht ausgezeichnet, Aufmachung und Photographie durchaus ebenbürtige Leistungen.“

## Einordnung
Lotte H. Eisner schrieb über die junge Pola Negri:
“Sie ist die Magnani der Stummfilmzeit, vital, temperamentvoll. Verführerisch wie zu ihren Anfängen die Lollobrigida. Sie spielt nicht, ist kaum Schauspielerin im damaligen oder heutigen Sinne. Sie ist einfach da. (…) Die Negri repräsentiert die gesunde Sinnlichkeit in all ihrer Ursprünglichkeit. Da ist nichts zu tüfteln und nichts getüftelt. In einer Zeit der runden Formen ist sie lebensprall und doch geschmeidig wie eine Pantherkatze. (…) Unbelastet ist sie, nur Verführung. Ihr intellektueller, vergeistigter Gegenpol ist die große Asta Nielsen. Pola, die Polin, ist ein Wesen voller Unbedenklichkeit, beherrscht von Instinkten. Sie ist die Tänzerin in “Sumurun” mit all ihrer Körperbiegsamkeit, mit all ihrer rhythmisch naturhaften Wildheit. Nicht umsonst scheint sie prädestiniert dafür: man drehte als ersten Film mit ihr die “polnische Tänzerin” und späterhin die “spanische Tänzerin”.”